# NGC 7506
NGC 7506 је лентикуларна галаксија у сазвежђу Рибе која се налази на NGC листи објеката дубоког неба.
Деклинација објекта је - 2° 9' 35" а ректасцензија 23h 11m 41,0s. Привидна величина (магнитуда) објекта NGC 7506 износи 13,1 а фотографска магнитуда 14,0. NGC 7506 је још познат и под ознакама UGC 12406, MCG 0-59-5, CGCG 380-6, PGC 70660.